# June
Pour les articles homonymes, voir June (homonymie).
June, initialement intitulée Filles TV jusqu'au 13 octobre 2009, est une chaîne de télévision thématique lancée le 13 août 2004, destinée aux filles et appartenant à la chaîne Canal J du groupe Lagardère Active.
La chaîne est principalement diffusée en France sur Canalsat, le câble et par ADSL. La disparition de la chaîne le 1er septembre 2016 précède le lancement, le 15 septembre, d'une nouvelle chaîne destinée aux femmes âgées de 18 à 49 ans : Elle Girl TV.

## Histoire
Dans la version initiale de Filles TV, la programmation de la chaîne comprend des séries télévisées et des émissions concernant les jeunes filles de 10 à 18 ans, telles que South of Nowhere, Fréquence 4, Et alors ?, Degrassi : La Nouvelle Génération, Ma vie de star, Y a-t-il un cerveau chez ce mannequin ? ou encore The Janice Dickinson Modeling Agency.
Le 13 octobre 2009, Filles TV devient June. Sa cible s'élargit alors et sa grille d'antenne est modifiée.
Le 31 août 2016, la chaîne cesse d'être diffusée sur Canalsat. À la rentrée de la même année, elle est remplacée par Elle Girl TV, nouvelle chaîne du groupe Lagardère Active, à partir du 15 septembre.
La chaîne disparaît le 1er septembre à 00 h 07 sur une vidéo d'adieu puis une des bandes-annonces de la chaîne Elle Girl TV.

### Identité visuelle (logo)

Logo du 13 août 2004 à septembre 2006.
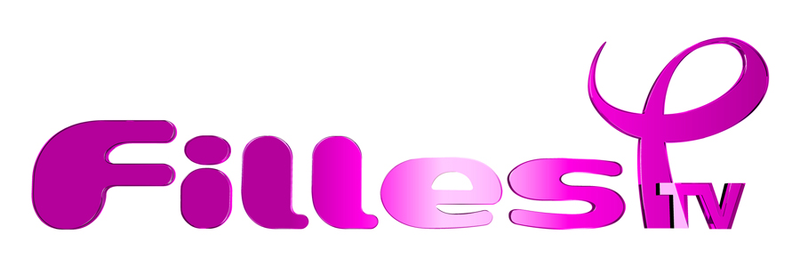
Logo de septembre 2006 à juin 2007.
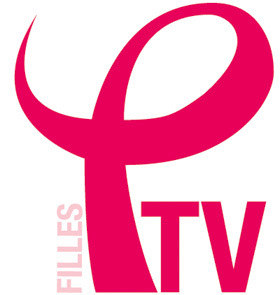
Logo de septembre 2007 à juin 2009.
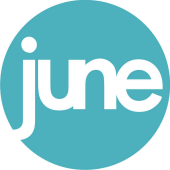
Logo du 19 octobre 2009 à juillet 2014.
Logo du 1er septembre 2014 au 1er septembre 2016.

## Programmes
- Si vous ne connaissez pas le sujet, laissez ce bandeau (vous pouvez alors contacter les auteurs).
- Si vous supprimez le contenu mis en cause (vous pouvez préalablement contacter les auteurs),

argumentez précisément cette suppression dans la page de discussion
(un manque de référence n'est pas un argument ; une recherche réelle de référence doit avoir été effectuée, être formellement documentée).

### Saison 2006-2007
- Émilie et les Filles (Les Filles du Mouv', version télé)
- Kawaï

Cette émission met en scène une « tribu » d'animatrices et journalistes ayant chacune une personnalité bien spécifique. Brune, blonde, méditerranéenne ou angélique, chacune donne son opinion et son style, dans l'écriture de ses chroniques. Elles proposent un blog, via le site web de la chaîne. Animatrices : Léa, Emmy, Baya, Alison, Laureline, Djena et Audrey

### Saison 2009-2010
June propose 7 jours avec elles, un magazine hebdomadaire dirigé par Claire-Élisabeth Beaufort accompagnée de cinq journalistes âgées de 20 à 30 ans parmi lesquelles Zazon. Dans un décor d'appartement, elles passent en revue l'actualité de la semaine. Chacune des chroniqueuses a son domaine de prédilection : mode, environnement, bien-être, bons plans...
June propose l'émission hebdomadaire people June's Gossip, d'une durée de six minutes. Juliette Longuet, styliste française installée à New York, poursuit la collaboration déjà établie avec Filles TV pour le rendez-vous New York, New York. Cette émission délivre des bons plans et des adresses utiles pour la mégapole américaine et traitera également de la capitale parisienne, avec Paris, Paris.
Concernant la fiction, June diffuse la saison 2 de la série Samantha qui ?, la saison 1 de The L Word, la saison 2 de Skins et les cinq premières saisons de Dawson.
La chaîne s'engage aussi dans les émissions de télé réalité pour traiter la mode et les arts plastiques. Anne Slowey, rédactrice en chef d'un célèbre magazine féminin américain propose Stylista, dont le sujet concerne le recrutement d'un(e) assistant(e). The Janice Dickinson Modeling Agency dévoile les castings réalisés par l'ex-épouse de Sylvester Stallone et patronne d'une agence de mannequins, Janice Dickinson. A contre-pied des d'un concours de beauté dont elle reprend la formule, l'émission À la recherche de la beauté intérieure met en compétition des candidats jugés à leur insu, sur leurs qualités humaines.

### Saison 2014-2015
- Les Samedis d'Ayem
- L'Œil d'Ayem

La chaîne engage l'animatrice Ayem Nour et achète le programme L'Œil d'Ayem, une émission qui a été précédemment diffusé sur MCM à l'occasion du festival de Cannes. June lance à partir du samedi 11 octobre 2014, l'émission hebdomadaire les samedis d'Ayem diffusé de 14 h à 18 h 30. Le programme comprend quatre émissions différentes :
L'Œil d'Ayem, The Face (en), Top Model USA et The Simple Life

### Saison 2015-2016
La chaîne diffuse dès le 1er octobre 2015 le talk-show américain The Ellen DeGeneres Show. William Carnimolla revient en présentant l'émission de mode Oh My Mode! depuis le 7 octobre 2015. Par ailleurs, June TV diffuse la série documentaire French and The City : Les françaises à New York à compter du 8 novembre 2015  ainsi que le documentaire Lucie à la conquête de l'Ouest diffusé le 8 mars 2016.

### Animateurs
Cette section ne s'appuie pas, ou pas assez, sur des sources secondaires ou tertiaires indépendantes du sujet. Le texte peut contenir des analyses inexactes ou inédites de sources primaires.
Pour l'améliorer, ajoutez-en, ou placez des modèles {{Source secondaire souhaitée}} ou {{Source secondaire nécessaire}} sur les passages mal sourcés. (août 2025)
- Ayem Nour (Les Samedis d'Ayem, L’Œil d'Ayem)
- Mareva Galanter (L'Émission Mode)
- Margaux Van Del Plas (ID Mode)
- Violette Tannenbaum (ID Mode)
- Satya Oblette puis Audrey Chauveau (Paris Fashion Week)
- Juliette Longuet (NY NY Paris Paris)
- Carole Tolila (La Reporter June)
- Victoria Bedos (Gym Couine)
- Navie (Navie Point Conne)
- Fanny Malel (Are you June by Fanny)
- Julien Colas (Shopping Room)
- Justine Fraioli (Ma Journée Idéale)
- Jeanne Moche (Jeanne Moche à...)
- Léa Boutboul (On ne pense qu'à ça)
- Pierre Bourdin-Sauviac (On ne pense qu'à ça)
- Jérôme Pitorin (Coach Séduction)

## Dirigeants
- Directrice générale des antennes et des programmes : Caroline Cochaux